# Ascorhynchus fusticulum
Ascorhynchus fusticulum là một loài nhện biển trong họ Ascorhynchidae. Loài này thuộc chi Ascorhynchus. Ascorhynchus fusticulum được miêu tả khoa học năm 1983 bởi Nakamura & Child.